# Ivan IV. Duka Laskaris
Ivan IV. Duka Laskaris (grč. Ἰωάννης Δ΄ Δούκας Λάσκαρις, Iōannēs IV Doukas Laskaris) (?, 25. prosinca 1250. – Libisa, o. 1305.), nicejski car (1258. – 1261.) iz dinastije Laskarisa.

## Životopis
Naslijedio je nicejsku carsku krunu kao sedmogodišnjak, poslije smrti svoga oca, cara Teodora II. (1254. – 1258.). Za njegova regenta određen je prijetelj njegova oca Georgije Muzalon, čovjek niska porijekla koji nije bio po volji aristokracije. Već devetog dana nakon careve smrti, regent i njegova braća su napadnuti, a regentstvo je pripalo sposobnom i uglednom vojskovođi Mihaelu Paleologu koji je 1259. godine primio carsku krunu i postao suvladar maloljetnog Ivana IV.
Dana 25. srpnja 1261. godine nicejska vojska osvojila je grad Carigrad, čime je nakon više od pola stoljeća obnovljeno Bizantsko Carstvo. Ivan IV. i Mihael VIII. postali su bizantskim carevima, a istovremeno je i Mihaelov sin Anronik proglašen carem, čime je Mihael VIII. učinio korak prema istiskivanju legitimnog cara od prijestolja. Mihael VIII. je iste godine dao oslijepiti i baciti u tamnicu maloljetnog cara Ivana IV. čime je prigrabio svu vlast za sebe i svoju dinastiju.
Ivan IV. se zamonašio i proveo život u samostanu, gdje je živio dugo nakon što je Mihael VIII. već umro.